# Eucalyptus gregoryensis
Espèce
Synonymes
- Eucalyptus gregoriensis orth. var. N.G.Walsh & Albr.[1]

Eucalyptus gregoryensis est une espèce de plantes à fleurs de la famille des Myrtaceae. C'est un petit arbre ou mallee endémique du Territoire du Nord, en Australie. Il a une écorce lisse et blanche poudreuse, des feuilles adultes lancéolées un peu incurvées, des boutons floraux généralement en groupes de trois, des fleurs blanches et des fruits en forme de coupe plus ou moins hémisphérique.

## Description

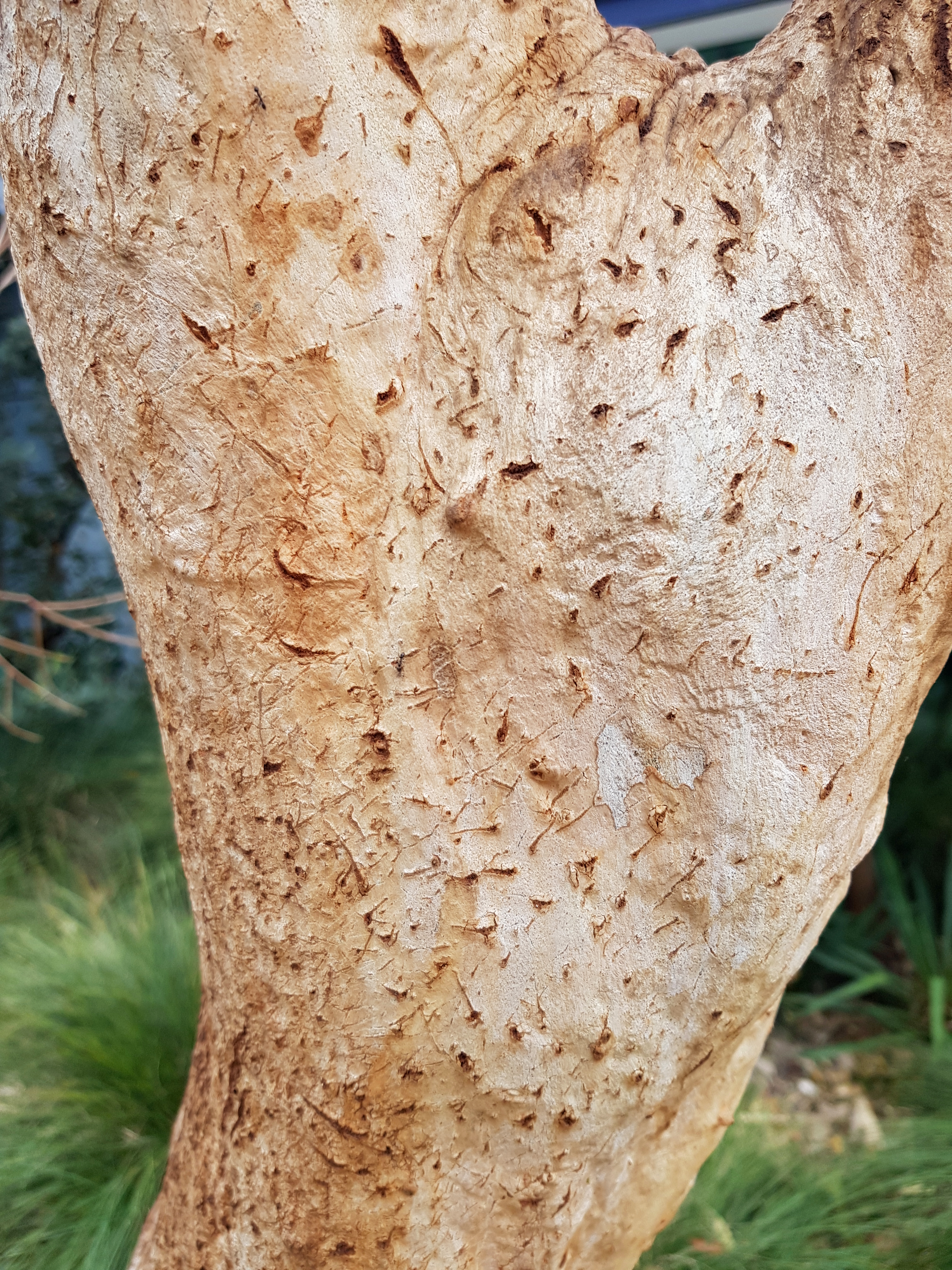
Écorce dEucalyptus gregoryensis.

Eucalyptus gregoryensis est un petit arbre ou mallee atteignant généralement 8 m. Il possède un lignotuber. Il a un port semi-pleureur et une écorce blanche poudrée lisse, rose pâle à l'état neuf. Les jeunes plants et la repousse des taillis ont des feuilles largement lancéolées à ovoïdes, d'un vert grisâtre terne, longues de 80 à 180 mm et larges de 40 à 90 mm. Les feuilles adultes sont alternes, en forme de lance ou incurvées, du même vert terne ou gris-vert des deux côtés, longues de 8 à 22 cm et larges de 1,2 à 3 cm, avec une base effilée en pétiole de 8 à 30 mm.
Les boutons floraux sont généralement disposés en groupes de trois, parfois sept, à l'aisselle des feuilles sur un pédoncule non ramifié de 2 à 4 mm, les boutons individuels sont sessiles ou sur des pédicelles ne dépassant pas 1 mm. Les boutons matures sont ovales à fusiformes, longs de 6 à 8 mm et larges de 3 à 4 mm, avec un opercule arrondi à conique. Les fleurs sont blanches ; le fruit est une capsule ligneuse, en forme de coupe plus ou moins hémisphérique de 4 à 5 mm de long et 5 à 6 mm de large, avec les valves dépassant l'extrémité,,.

## Taxonomie et dénomination
Eucalyptus gregoryensis a été formellement décrit pour la première fois par les botanistes Neville Walsh (en) et David Edward Albrecht en 1998 dans la revue Muelleria (en), sous le nom E. gregoriensis. La collection type a été faite près d'un affluent de la rivière East Baines dans le parc national Gregory en 1996.
L'épithète spécifique « gregoryensis » renvoie au parc national Gregory, nommé d'après Augustus Charles Gregory, explorateur de cette région en 1855 et 1856.

## Distribution
Cet arbre a une distribution restreinte : on le trouve dans le parc national Gregory et en aval de la Victoria River dans le Top End du Territoire du Nord, sur les plateaux de grès et les falaises au-dessus de cours d'eau saisonniers.